# Jimmy Jansson
Jimmy Jansson, właściwie Erik Robert Jimmy Jansson (ur. 17 września 1985) – szwedzki piosenkarz, autor tekstów, producent i kompozytor, tworzący głównie piosenki do eliminacji do Konkursu Piosenki Eurowizji.

## Życiorys
W 2002 roku wraz ze swoim zespołem The Poets wziął udział w Melodifestivalen. Utwór What Difference Does It Make zajął 3. miejsce w drugim półfinale i nie zdołał awansować do finału.
W 2005 roku z utworem Vi kan gunga zajął 6. miejsce w finale szwedzkich eliminacji do Konkursu Piosenki Eurowizji. Singel ten znalazł się na pierwszym miejscu notowania listy przebojów Sverigetopplistan.
W 2007 roku z piosenką Amanda uczestniczył w Melodifestivalen, w którym awansował do koncertu „Drugiej Szansy”. Przegrał w nim wówczas rywalizując z Sanną Nielsen.
W 2020 roku współtworzył rekordową ilość sześciu piosenek biorących udział w tej samej edycji Melodifestivalen. Jest współtwórcą utworu Yes wykonywanego przez duet Ben & Tan, który miał reprezentować Danię podczas 65. Konkursu Piosenki Eurowizji.
Współpracował m.in. z Eleną Paparizou, Margaret, czy Magnusem Carlssonem.

## Dyskografia

### Kariera solowa

#### Albumy studyjne
| Rok  | Tytuł                | Najwyższe pozycje na listach | Najwyższe pozycje na listach |
| Rok  | Tytuł                | SWE                          |                              |
| ---- | -------------------- | ---------------------------- | ---------------------------- |
| 2004 | Flickan från det blå | 2                            |                              |
| 2005 | Som en blixt         | 3                            |                              |
| 2007 | Sån e jag            | 9                            |                              |

#### Single
| Rok  | Tytuł                | Najwyższe pozycje na listach | Album                |
| Rok  | Tytuł                | SWE                          | Album                |
| ---- | -------------------- | ---------------------------- | -------------------- |
| 2004 | Godmorgon världen    | 2                            | Flickan från det blå |
| 2004 | Som sommaren         | 4                            | Flickan från det blå |
| 2004 | Flickan från det blå | 40                           | Flickan från det blå |
| 2005 | Vi kan gunga         | 1                            | Som en blixt         |
| 2005 | En underbar refräng  | 4                            | Som en blixt         |
| 2007 | Amanda               | 3                            | Sån e jag            |
| 2007 | Överallt             | 3                            | Sån e jag            |

### Utwory w preselekcjach do Konkursu Piosenki Eurowizji

#### (Melodifestivalen)Szwecja
| Rok  | Utwór                      | Artysta                       | Rezultat                  |
| ---- | -------------------------- | ----------------------------- | ------------------------- |
| 2005 | „Vi kan gunga”             | Jimmy Jansson                 | 6. miejsce                |
| 2007 | „Amanda”                   | Jimmy Jansson                 | 4. miejsce (druga szansa) |
| 2014 | „Casanova”                 | Elisa Lindström               | 5. miejsce w półfinale    |
| 2014 | „Hollow”                   | Janet Leon                    | 8. miejsce w półfinale    |
| 2015 | „Hello Hi”                 | Dolly Style                   | Eliminacja (druga szansa) |
| 2015 | „One By One”               | Rickard Söderberg i Elize Ryd | 5. miejsce w półfinale    |
| 2016 | „Håll om mig hårt”         | Panetoz                       | 8. miejsce                |
| 2017 | „One More Night”           | Dinah Nah                     | 5. miejsce w półfinale    |
| 2018 | „Cuba Libre”               | Moncho                        | Eliminacja (druga szansa) |
| 2018 | „Everyday”                 | Mendez                        | 12. miejsce               |
| 2018 | „Patrick Swayze”           | Sigrid Bernson                | Eliminacja (druga szansa) |
| 2019 | „Army Of Us”               | Andreas Johnson               | Eliminacja (druga szansa) |
| 2019 | „Habibi”                   | Dolly Style                   | 5. miejsce w półfinale    |
| 2019 | „Hold You”                 | Hanna Ferm i Liamoo           | 3. miejsce                |
| 2019 | „Mina bränder”             | Zeana feat. Anis Don Demina   | 5. miejsce w półfinale    |
| 2019 | „Tempo”                    | Margaret                      | 5. miejsce w półfinale    |
| 2020 | „Ballerina”                | Malou Prytz                   | Eliminacja (druga szansa) |
| 2020 | „Brave”                    | Hanna Ferm                    | 4. miejsce                |
| 2020 | „Piga & dräng”             | Drängarna                     | Eliminacja (druga szansa) |
| 2020 | „Take A Chance”            | Robin Bengtsson               | 8. miejsce                |
| 2020 | „Vamos Amigos”             | Méndez feat. Alvaro Estrella  | 11. miejsce               |
| 2020 | „Winners”                  | Mohombi                       | 12. miejsce               |
| 2021 | „Om allting skiter sig”    | Emil Assergård                | 5. miejsce w półfinale    |
| 2021 | „Rich”                     | Julia Alfrida                 | 7. miejsce w półfinale    |
| 2021 | „In the Middle”            | The Mamas                     | 3. miejsce                |
| 2022 | „Bigger Than the Universe” | Anders Bagge                  | 2. miejsce                |
| 2022 | „Till Our Days are Over”   | Lillasyster                   | 5. miejsce w półfinale    |
| 2023 | „Tattoo”                   | Loreen                        | 1. miejsce                |
| 2023 | „One Day”                  | Mariette                      | 8. miejsce                |
| 2023 | „Släpp alla sorger”        | Nordman                       | 11. miejsce               |
| 2023 | „On My Way”                | Panetoz                       | 9. miejsce                |
| 2023 | „Edelweiss”                | Signe & Hjördis               | 5. miejsce w półfinale    |

#### Pozostałe utwory
| Rok  | Utwór                | Artysta     | Państwo   | Rezultat               |
| ---- | -------------------- | ----------- | --------- | ---------------------- |
| 2016 | „Breakaway”          | Bracelet    | Dania     | 4.-10. miejsce         |
| 2018 | „Uspavanka”          | Nika Zorjan | Słowenia  | 9. miejsce w półfinale |
| 2019 | „Rhythm Back to You” | Kim         | Słowenia  | 8. miejsce             |
| 2020 | „Yes”                | Ben & Tan   | Dania     | 1. miejsce             |
| 2020 | „Oči Meduze”         | Andrija Jo  | Serbia    | 4. miejsce             |
| 2020 | „Talking About Us”   | Lisa Børud  | Norwegia  | Eliminacja w półfinale |
| 2022 | „Eco”                | Xeinn       | Hiszpania | 7. miejsce             |